# Casa del gobernador Stephen Hopkins
La Casa del gobernador Stephen Hopkins es un museo y Monumento Histórico Nacional en 15 Hopkins Street en la ciudad Providence, la capital del estado de Rhode Island (Estados Unidos). La casa fue el hogar de Stephen Hopkins, gobernador de Rhode Island y signatario de la Declaración de Independencia, así como de al menos seis de sus esclavos.
La Casa de Stephen Hopkins es una estructura de estructura de madera de dos pisos y medio en forma de L cuyo bloque principal se construyó en 1742-1743 para Hopkins, con un codo adjunto de dos pisos cuyo primer piso data de 1707. El bloque principal tiene cuatro bahías de ancho y dos de profundidad, con la entrada principal en la segunda bahía desde la izquierda. Esta entrada es una alteración del siglo XX; la entrada principal original era a través de una puerta en el lado oeste del codo.
El interior del bloque principal tiene el salón principal a la derecha y el estudio del gobernador Hopkins a la izquierda, flanqueando un pasillo central con escalera. Detrás del salón hay una sala de mantenimiento, con un pequeño dormitorio detrás del estudio. Hay cinco habitaciones en el segundo piso, dos con chimenea. Las repisas de la chimenea de la planta baja están revestidas con paneles, y la del salón es un poco más elaborada.

## Historia
La casa de 1707 fue comprada por Stephen Hopkins en 1742 y ampliada a su tamaño actual. Sirvió como su hogar hasta su muerte en 1785. Durante estos años, sirvió en la asamblea colonial, como juez (primero asociado, luego jefe) del tribunal superior colonial y como gobernador de la Colonia de Rhode Island de 1755 a 1757. La casa es la única estructura significativa asociada con la vida de Hopkins.
George Washington visitó la casa el 5 de abril de 1776, mientras viajaba por Providence para tomar el mando del Ejército Continental en Boston. Washington fue entretenido por la hija de Hopkins, ya que Hopkins estaba en Filadelfia asistiendo al Congreso Continental en ese momento.
En 2011, una habitación en el segundo piso del edificio, encima de la cocina, fue identificada tentativamente como la vivienda de los esclavos de Hopkins.
La casa se construyó originalmente en la esquina noreste de South Main Street (anteriormente Towne Street) y Hopkins Street (anteriormente Bank Lane). En 1809, la casa se trasladó a la mitad del lado norte de Hopkins Street. Se trasladó nuevamente en 1928 a su ubicación actual en Hopkins Street.
A fines de la década de 1920, la casa fue cuidadosamente restaurada por Norman Isham . Ahora es propiedad y está administrado por la Sociedad Nacional de las Damas Coloniales de América y es un museo abierto al público. Fue incluida en el Registro Nacional de Lugares Históricos en 1970, y declarada Monumento Histórico Nacional en 1978.

## Galería

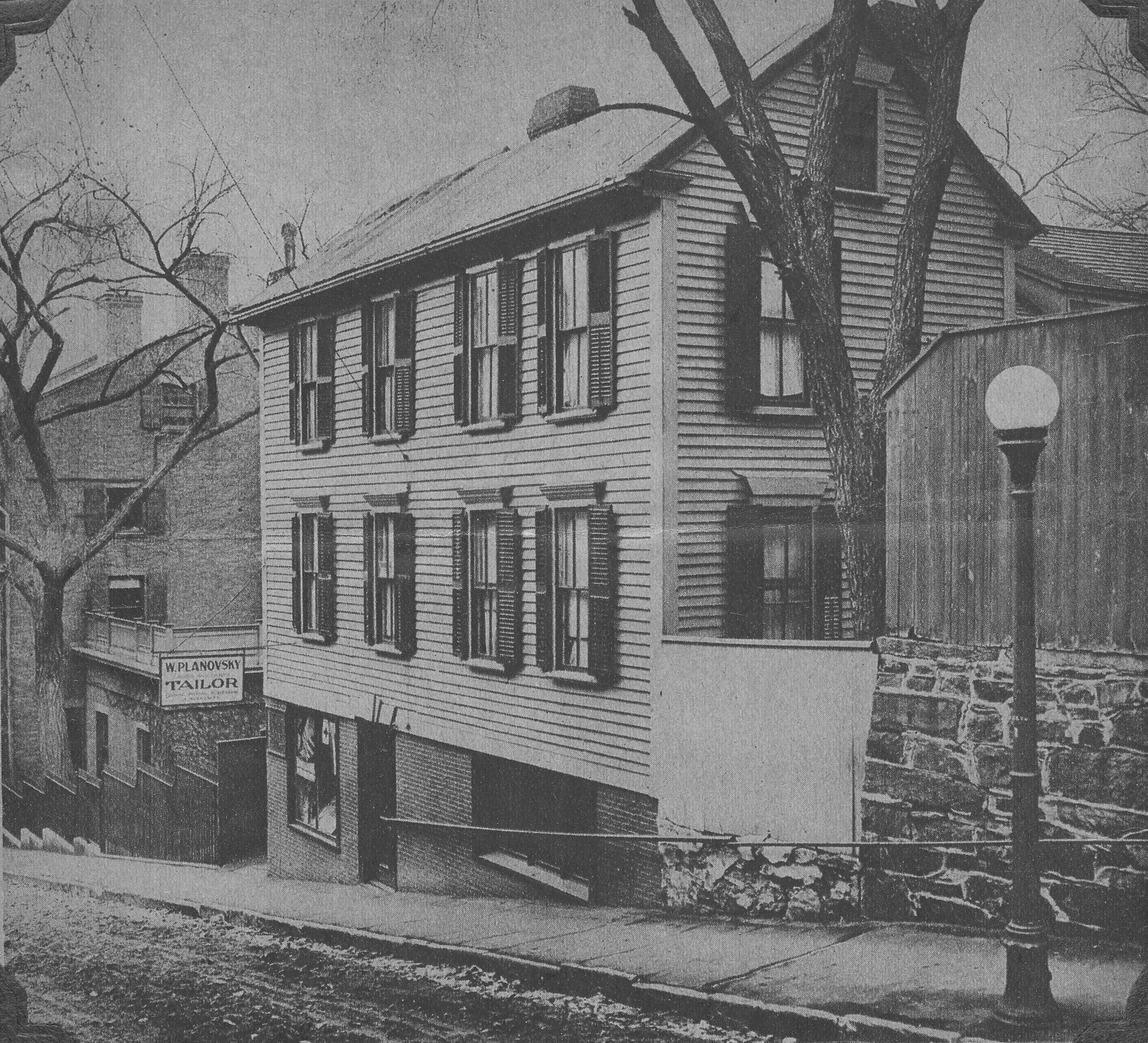
La casa en su primera ubicación
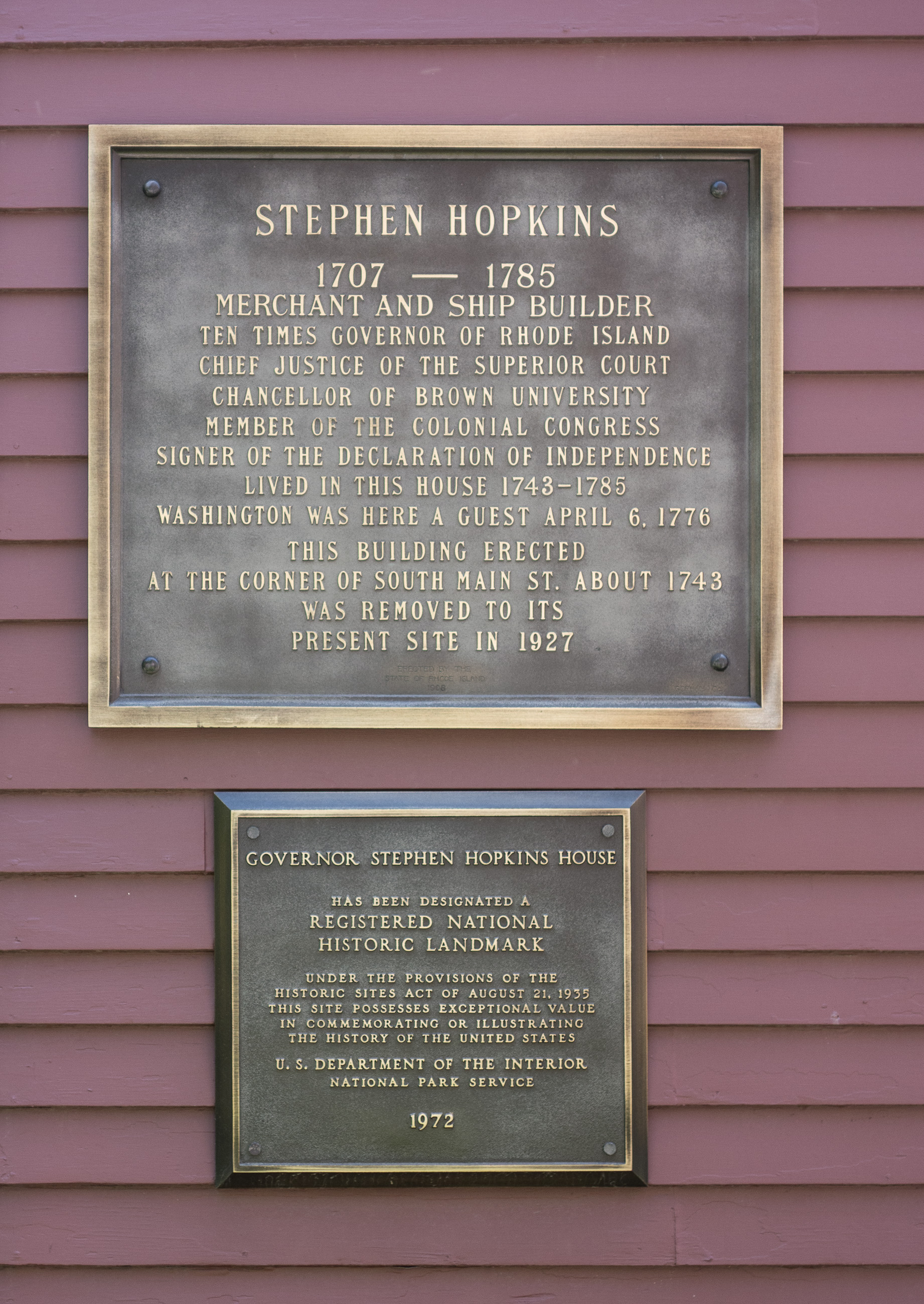
Placa del NRHP
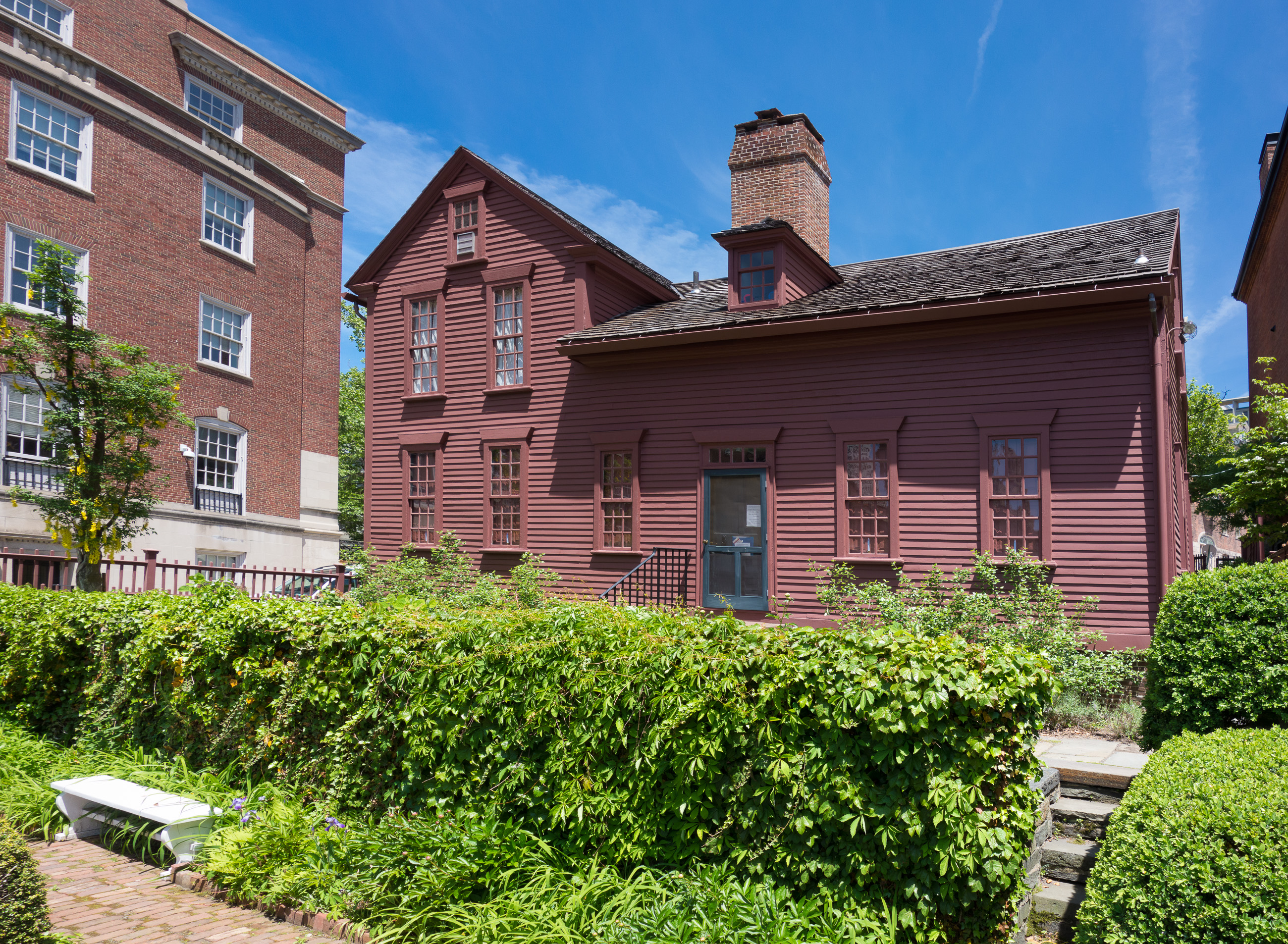
Jardín trasero